# Kerstin Polte

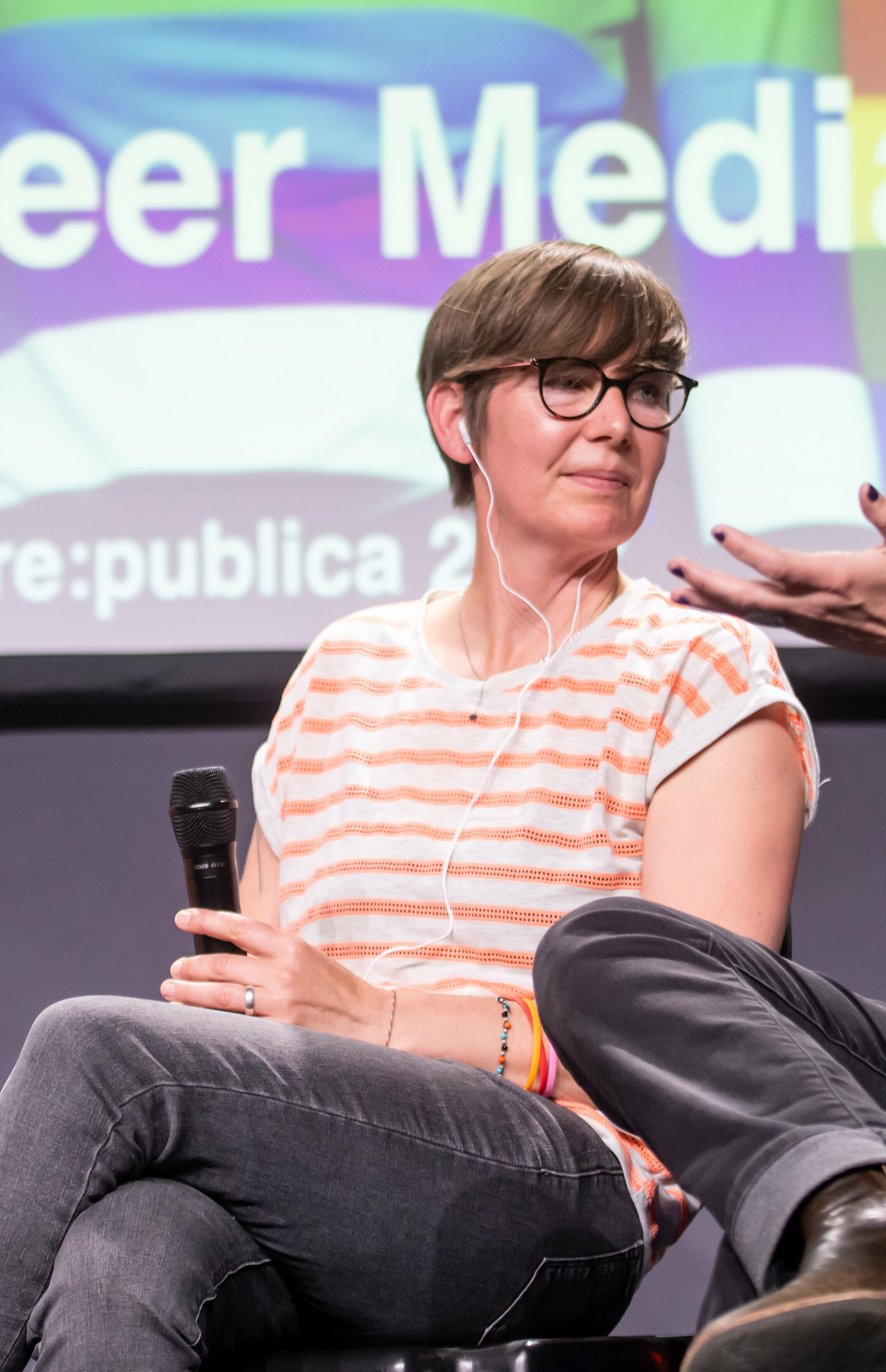
Kerstin Polte, 2022

Kerstin Polte (* 1975 in Wiesbaden) ist eine deutsche Regisseurin und Drehbuchautorin.

## Ausbildung
Kerstin Polte studierte an der Université Laval in Québec Theater, Film und Literatur und schloss 1998 mit dem Bachelor of Arts ab. Es folgten ein Diplomstudium in Medienkunst/Film an der HfG Karlsruhe (Abschluss 2005, mit Auszeichnung), sowie ein Master of Arts in Film an der Zürcher Hochschule der Künste in Drehbuch und Regie (Förderauszeichnung des Jahrgangs). In den Vorbereitungen für ihren Debütfilm Wer hat eigentlich die Liebe erfunden? erhielt sie 2011 das Stipendium der Drehbuchwerkstatt München und wurde 2014 ins europäische Regieförderprogramm EKRAN an der Wajda School in Warschau aufgenommen.

## Karriere
Noch während der Ausbildung begann Polte als Mitarbeiterin der TV-Redaktion für Jugendprogramme des Südwestrundfunks (SWR): Neben klassisch redaktionellen Tätigkeiten machte sie hier erste Erfahrungen in den Bereichen Drehbuch und Regie. In der Folge begann sie Kurzfilme zu schreiben und bei diesen auch Regie zu führen, z. B. bei Ein Hut, ein Stock, zwei Regenschirme (2002), Piet Melzer (2006), 510 Meter über dem Meer (2008) oder Letzte Runde (2012). Ihre Filme liefen erfolgreich auf vielen internationalen renommierten Festivals. Daneben sammelte sie weitere Regieerfahrung als Regisseurin von Miniserien, Theaterstücken sowie Werbe- und Imagefilmen. Ihr erster abendfüllender Kinofilm war Kein Zickenfox, eine Dokumentarfilm über das Frauenblasorchester Berlin, das größte Frauenblasorchester der Welt, welches Polte gemeinsam mit der Kamerafrau Dagmar Jäger über drei Jahre lang bei Proben und Auftritten begleitete. Kein Zickenfox gewann mehrere Preise bei internationalen Filmfestivals, darunter die Publikumspreise als „Bester Dokumentarfilm“ auf  dem Pink Apple Filmfestival in Zürich und dem International Queer Film Festival Hamburg, er lief ab März 2016 in deutschen Kinos.
Im Mai 2018 kam Poltes erster langer Kinospielfilm: Wer hat eigentlich die Liebe erfunden? (ehem. „Monster“ (AT)) im Verleih von alamode in die Kinos. Der Film ist eine Tragikomödie mit Corinna Harfouch, Meret Becker, Sabine Timoteo u. a. Produzierende Fernsehsender waren auf deutscher Seite arte und der SR, auf Schweizer Seite das SRF und der Teleclub. Produziert wurde der Film von der Augenschein GmbH in Köln in Koproduktion mit cognito Films in der Schweiz. Der Film erhielt auf dem achtung Berlin-Festival den „Preis der deutschen Filmkritik“ und eröffnete das renommierte Festival des deutschen Films in Ludwigshafen, wo er von der Jury eine lobende Erwähnung erhielt.
Im Rahmen der arte-Reihe square erhielt Polte eine „carte blanche“ und porträtierte die queer-feministische Rapperin sookee. Der daraus entstandene Dokumentarfilm Sookee – von Seepferdchen & Schränken lief zudem erfolgreich auf internationalen Festivals.
Neben ihrer Tätigkeit als Autorin und Regisseurin ist Kerstin Polte auch Mitgründerin und Geschäftsführerin der Serienwerk GmbH, einer Ideen- und Entwicklungsschmiede für deutsche Serienstoffe. 2016 wurde ihre Firma von der Bundesregierung als „Kultur- und Kreativpilot Deutschlands“ ausgezeichnet.

## Filmografie (Auswahl)
- 2002: Ein Hut, ein Stock, zwei Regenschirme (Tragikomödie) – Buch, Regie
- 2005: Grenzgänger (Essayfilm) – Buch, Regie
- 2006: GG 19 – Deutschland in 19 Artikeln (Segment Artikel 15) – Regie
- 2008: 510 Meter über dem Meer (poetisches Drama) – Buch, Regie
- 2012: Letzte Runde (Tragikomödie) – Buch, Regie
- 2014: Kein Zickenfox (Dokumentarfilm) – Buch, Regie, Schnitt
- 2018: Wer hat eigentlich die Liebe erfunden? – Buch, Regie
- 2021: Immer der Nase nach – Buch, Regie
- 2021: WIR (Fernsehserie) – Regie
- 2023: Tatort: Die Kälte der Erde
- 2024: Blindgänger – Buch, Regie

## Auszeichnungen (Auswahl)
- 2018: Bayerischer Filmpreis – Nachwuchsregiepreis für Wer hat eigentlich die Liebe erfunden?
- 2018: Festival des deutschen Films – Besondere Auszeichnung der Jury für Wer hat eigentlich die Liebe erfunden?[5]
- 2018: Achtung Berlin Festival – Preis der deutschen Filmkritik
- 2016: Kultur und Kreativpilotin (ausgezeichnet von der Bundesregierung)